# Maciej Jankowski (piłkarz)
Maciej Jankowski (ur. 4 stycznia 1990 w Warszawie) – polski piłkarz, występujący na pozycji środkowego lub cofniętego napastnika.

## Kariera klubowa
Wychowanek Sarmaty Warszawa. W 2003 przeniósł się do drużyny juniorskiej MKS Piaseczno, a w 2006 trafił do pierwszego zespołu. 1 lipca 2010 podpisał 3 letni kontrakt z Ruchem Chorzów.
Pierwszą bramkę na boiskach Ekstraklasy zdobył 21 sierpnia 2010, w swoim debiucie ligowym, w meczu z GKS-em Bełchatów (wszedł na boisko w 74 minucie zmieniając Sebastiana Olszara). W całym sezonie 2010/11 zdobył dla Ruchu 8 bramek, a kolejne dwa trafienia dołożył w Pucharze Polski. Ruch zajął w tabeli 12. miejsce, zaś w pucharze doszedł do ćwierćfinału. Jankowski zadebiutował także w rozgrywkach międzynarodowych w meczu przeciwko Austria Wiedeń, wchodząc w 80 minucie za Marcina Zająca.
W sezonie 2011/2012 w Ruchem Chorzów zdobył wicemistrzostwo Polski i grał w finale Pucharu Polski, gdzie lepsza okazała się Legia Warszawa. Sam Jankowski strzelił, podobnie jak sezon wcześniej, 8 bramek.
W następnym sezonie wraz z Ruchem wystąpił w 4 meczach eliminacji do Ligi Europy, jednak nie zdołał zdobyć bramki.
W 2022 został zawodnikiem Wieczystej Kraków. W sezonie 2023/2024 awansował z nią do II ligi, odszedł po jego zakończeniu.

## Kariera reprezentacyjna
16 grudnia 2011 w meczu z Bośnią i Hercegowiną zadebiutował w reprezentacji Polski.

## Statystyki kariery

### Reprezentacyjne
(aktualne na dzień 16 grudnia 2011)
| Reprezentacja | Rok  | Mecze | Bramki |
| ------------- | ---- | ----- | ------ |
| Polska        |      |       |        |
| 2011          | 1    | 0     |        |
| Suma          | Suma | 1     | 0      |

| występy w reprezentacji Polski | występy w reprezentacji Polski | występy w reprezentacji Polski | występy w reprezentacji Polski | występy w reprezentacji Polski | występy w reprezentacji Polski | występy w reprezentacji Polski |
| Lp.                            | Data                           | Miasto                         | Przeciwnik                     | Grał                           | Wynik                          | Rozgrywki                      |
| ------------------------------ | ------------------------------ | ------------------------------ | ------------------------------ | ------------------------------ | ------------------------------ | ------------------------------ |
| 1.                             | 16.12.2011                     | Antalya, Turcja                | Bośnia i Hercegowina           |                                | 1:0                            | towarzyski                     |